# XII. Piusz pápa enciklikái
Ez a lista XII. Piusz pápa enciklikáit sorolja fel.
| No. | Címe                          | Címe                             | Tárgya                                                                                            | Kiadása              | Szövege    |
| No. | Latinul                       | A cím magyar fordítása           | Tárgya                                                                                            | Kiadása              | Szövege    |
| --- | ----------------------------- | -------------------------------- | ------------------------------------------------------------------------------------------------- | -------------------- | ---------- |
| 1.  | Summi pontificatus            | „A pápának”                      | Az emberi társadalom egységéről                                                                   | 1939. október 20.    |            |
| 2.  | Sertum laetitiae              | „Az öröm koszorúja”              | Az Egyesült Államok klérusának megalapításának 150. évfordulójáról                                | 1939. november 1.    |            |
| 3.  | Saeculo exeunte octavo        |                                  | Portugália függetlenségének nyolc évszázadáról                                                    | 1940. június 13.     |            |
| 4.  | Mystici Corporis Christi      | „Krisztus misztikus Testének”    | Krisztus misztikus Testéről és az Egyházról                                                       | 1943. június 29.     |            |
| 5.  | Divino afflante Spiritu       | „Az isteni Lélek sugallatára”    | A Szentírásról                                                                                    | 1943. szeptember 30. |            |
| 6.  | Orientalis Ecclesiae          | „A keleti egyház”                | Szent Cirill, Antióchia pátriárkájáról                                                            | 1944. április 9.     |            |
| 7.  | Communium interpretes dolorum | „Az egyetemes fájdalom tolmácsa” | A második világháború befejezéséről                                                               | 1945. április 15.    |            |
| 8.  | Orientales omnes              | „Az összes keleti egyház”        | A ruszin katolikus egyház Rómával való egyesülésének 250. évfordulójáról                          | 1945. december 23.   |            |
| 9.  | Quemadmodum                   |                                  | Közbenjárás a világ nyomorgó gyermekeiről való gondoskodásért                                     | 1946. január 6.      |            |
| 10. | Deiparae Virginis Mariae      | „Az Istenszülő Szűz Mária”       | Definiálnunk kell-e Mária mennybevételét?                                                         | 1946. május 1.       |            |
| 11. | Fulgens radiatur              | „A sugárzó fény”                 | Szent Benedek ragyogó fényességéről                                                               | 1947. március 21.    |            |
| 12. | Mediator Dei                  | „Közvetítő Isten”                | A szent liturgiáról                                                                               | 1947. november 20.   | (magyarul) |
| 13. | Optatissima pax               | „Legóhajtottabb béke”            | A nyilvános imák elrendeléséről a társadalmi és világbékéért                                      | 1947. december 18.   |            |
| 14. | Auspicia quaedam              | „Bizonyos előjelek”              | Imák a világbékéért és a palesztin problémák megoldásáról                                         | 1948. május 1.       |            |
| 15. | In multiplicibus curis        | „A számos gondok között”         | A palesztin békéért szóló imákról                                                                 | 1948. október 24.    |            |
| 16. | Redemptoris nostri cruciatus  | „Megváltónk szenvedése”          | A palesztinai kegyhelyekről                                                                       | 1949. április 15.    |            |
| 17. | Anni sacri                    | „A szentév”                      | Az egész világon elterjedt ateista propaganda elleni küzdelemről                                  | 1950. március 12.    |            |
| 18. | Summi maeroris                | „A legmélyebb bánattal”          | A közös imádságra való felhívásról                                                                | 1950. július 19.     |            |
| 19. | Humani generis                | „Az emberi nemnek”               | Néhány téves nézettel kapcsolatban, amelyek azzal fenyegetnek, hogy aláássák a katolikus tanítást | 1950. augusztus 12.  |            |
| 20. | Mirabile illud                | „Az a csodás”                    | A békéért szóló imák keresztes hadjáratáról                                                       | 1950. december 6.    |            |
| 21. | Evangelii praecones           | „A szorgalmas misszionáriusok”   | A katolikus missziók előmozdításáról                                                              | 1951. június 2.      |            |
| 22. | Sempiternus Rex Christus      | „Krisztus, az örökkévaló Király” | A Khalkédóni zsinatról                                                                            | 1951. szeptember 8.  |            |
| 23. | Ingruentium malorum           | „Közeledő veszély”               | A rózsafüzér mondásról                                                                            | 1951. szeptember 15. |            |
| 24. | Orientales ecclesias          | „A keleti egyházak”              | Az üldözött keleti egyházról, és a bulgáriai hívők kétségbeesett helyzetének leírása              | 1952. december 15.   |            |
| 25. | Doctor mellifluus             | „Édes doktor”                    | Clairvaux-i Szent Bernátról, az utolsó Egyházatyáról                                              | 1953. május 24.      |            |
| 26. | Fulgens corona                | „A ragyogó korona”               | Egy Mária-év kihirdetése, a szeplőtelen fogantatás dogmakihirdetés centenáriumának alkalmából     | 1953. szeptember 8.  |            |
| 27. | Sacra virginitas              | „A szent szüzesség”              | A megszentelt szüzességről                                                                        | 1954. március 25.    |            |
| 28. | Ecclesiae fastos              | „Az Egyház története”            | Szent Bonifácról                                                                                  | 1952. június 5.      |            |
| 29. | Ad sinarum gentem             | „A kínai embereknek”             | Az Egyház nemzetekfelettiségéről                                                                  | 1954. október 7.     |            |
| 30. | Ad Caeli Reginam              | „A Mennyország Királynőjének”    | Mária királyi méltóságának kihirdetéséről                                                         | 1954. október 11.    |            |
| 31. | Musicae sacrae                | „A szent zene”                   | A szent zenéről                                                                                   | 1955. december 25.   | (magyarul) |
| 32. | Haurietis aquas               | „Meritsetek vizet”               | A Szent Szív tiszteletéről                                                                        | 1956. május 15.      |            |
| 33. | Luctuosissimi eventus         | „Szomorú események”              | Biztatás közös imákra a magyar nép békéjéért és szabadságáért                                     | 1956. október 28.    |            |
| 34. | Laetamus admodum              | „A mi legkegyesebb”              | Újabb figyelmeztetés az imákra a lengyelországi, a magyarországi és a közel-keleti békéért        | 1956. november 1.    |            |
| 35. | Datis nuperrime               |                                  | Siralom a magyarországi szomorú események miatt, és a könyörtelen erőszak elítélése               | 1956. november 5.    |            |
| 36. | Fidei donum                   | „A hit ajándéka”                 | A katolikus missziók jelenlegi helyzetéről, különösen Afrikában                                   | 1957. április 21.    |            |
| 37. | Invicti athletae              | „A legyőzhetetlen atlétának”     | Bobolai Szent Andrásról                                                                           | 1957. május 16.      |            |
| 38. | Le pelerinage de Lourdes      | „A Lourdes-i zarándoklatnak”     | Figyelmeztetés a materializmus ellen a Szűzanya Lourdes-i megjelenésének centenáriumán            | 1957. július 2.      |            |
| 39. | Miranda prorsus               |                                  | A kommunikációs területről: film, rádió, televízió                                                | 1957. szeptember 8.  |            |
| 40. | Meminisse juvat               | „Hasznos visszaemlékezni”        | Az üldözött Egyházért szóló imákról                                                               | 1958. július 14.     |            |
| 41. | Ad Apostolorum Principis      | „Az apostolok Fejedelménél”      | A kommunizmusról és az Egyházról Kínában                                                          | 1958. június 29.     |            |